# Rebels (pel·lícula)
Rebels (títol original en anglès The Outsiders) és una pel·lícula de Francis Ford Coppola estrenada el 1983. La pel·lícula impulsà la carrera dels molts dels protagonistes com, per exemple, Tom Cruise, Matt Dillon, Patrick Swayze, Diane Lane i C. Thomas Howell.
La trama tracta d'uns joves de barris pobres, els Greasers, que s'oposen als joves fills dels rics, els Socs (abreviatura de social). L'un d'ells, Johnny, comet un assassinat en voler defensar el seu amic Ponyboy, que és el que explica la història.

## Argument
Ponyboy Curtis és un noi de 14 anys que pertany a la classe baixa de la ciutat de Tulsa (Oklahoma), els Greasers, al costat dels seus dos germans Sodapop i Darry i la resta de la seva colla: Dallas, Steve, Johnny i Two-bit. Entre la classe baixa, caracteritzada pels seus pocs recursos i les seves escasses possibilitats de progressar i aconseguir un futur millor, i la classe alta, els Socs, integrants de famílies adinerades propietàries de grans empreses, sempre ha existit rivalitat, fàcilment resolta amb baralles entre les bandes. Tot canviarà quan aquesta tensió esclati. Els problemes comencen una nit en què Dallas, Ponyboy i Johnny decideixen colar-se en un autocine, territori neutral tant per Greasers com per Socs. Allà coneixen a Cherry Valance i la seva amiga Marcia, dues noies de bona família. Ponyboy descobreix que Cherry no és com els altres Socs que havia conegut abans. Després de l'arribada de Two-bit, el grup d'amics decideixen acompanyar les dues noies a casa. No obstant això, durant el camí apareixen Bob Sheldon i Randy Adderson, els seus nuvis. Per evitar baralles innecessàries les noies decideixen anar-se'n amb ells.
Ponyboy i Johnny decideixen anar a un descampat, on es queden adormits durant algunes hores. Quan Pony torna a casa, a la una de la matinada, descobreix que els seus dos germans han estat esperant desperts. Darry, com a germà gran i tutor legal dels nois, s'enfada terriblement amb ell i amb Soda per intentar defensar-lo. Ponyboy surt fugint i es reuneix amb Johnny per escapar-se. Un cop calmat, s'aturen en un parc, amb la mala sort que en aquest mateix moment, Bob, Randy i altres tres nois borratxos passen per allà. Després de l'intercanvi de comentaris despectius, els Socs intenten ofegar Ponyboy en una font. Johnny, ansiós i aterrit, apunyala a Bob, causant accidentalment la seva mort. Els nois, sense saber el que han de fer, busquen l'ajuda de Dallas. Dally els dona diners i una pistola carregada i els aconsella amagar-se en una església abandonada a Windrixville. Durant la seva estada, decideixen tallar els cabells de manera que no puguin reconèixer-los. Pony llegeix en veu alta Allò que el vent s'endugué per a Johnny i recita el poema "Nothing Gold Can Stay", de Robert Frost, que tindran un important significat per tots dos al llarg de la història.
Quan Dallas va a comprovar com es troben els nois, es revela que la tensió entre els Greasers i Socs ha augmentat des de la mort de Bob. Johnny decideix lliurar-se i Dally es compromet a portar els nens de tornada a casa. En el seu retorn a la ciutat, s'adonen que l'església en la qual havien estat amagant s'ha incendiat i diversos escolars estan atrapats dins. Pony i Johnny corren dins de l'església en flames per intentar salvar-los, però Ponyboy queda inconscient pel fum. A l'hospital, descobreix que ell i Dally no estan ferits greus, però sí Johnny: un tros de sostre de l'església va caure sobre ell i li va trencar l'esquena. Sodapop i Darry arriben a l'hospital; aquests es posen a plorar d'alleujament al saber que el seu germà és viu. L'endemà al matí els diaris declaren a Pony i Johnny herois, encara que acusen Johnny d'homicidi involuntari per la mort de Bob. Two-Bit els diu que la rivalitat constant entre els dos grups acabarà amb una baralla. Més tard, visiten a Johnny, que es troba en estat crític, a l'hospital.
En el seu camí a casa, Pony es troba amb Cherry i parlen. La noia li diu que no està disposada a visitar Johnny a l'hospital perquè ell va matar el seu xicot. Pony l'anomena traïdora, però després d'explicar els seus motius, els dos queden com a bons amics. Dally apareix just a temps per a la baralla, que guanyen els Greasers, després d'escapar de l'hospital. Després, Pony i Dally s'afanyen a anar a veure a Johnny. Tot just després d'assabentar-se de la victòria i dir-li les seves últimes paraules a Pony mor. Dally, destrossat, surt de l'habitació i fuig. Pony torna a casa sentint-se confós i desorientat. Aquesta mateixa nit, Dally telefona a la casa dels germans Curtis per avisar que ha robat en una botiga i que l'està perseguint la policia. El grup d'amics el troben, però veuen que Dally està apuntant una arma descarregada a la policia. Un agent dispara Dally i mor a l'instant. Ponyboy es desmaia. Recupera la consciència i roman al llit durant uns quants dies a causa d'una commoció.
Quan Ponyboy torna a l'escola, les seves qualificacions baixen. Tot i que està suspenent anglès, el seu mestre, el Sr. Syme, promet que podrà aprovar si escriu una redacció decent. És llavors quan descobreix que en la còpia d'"Allò que el vent s'endugué" que Johnny li va donar abans de morir, hi ha una nota seva. En ella descriu com ell morirà sentint-se orgullós d'haver salvat els nens del foc. Johnny també insta Ponyboy, un cop més, a "estar daurat". Ponyboy decideix escriure la seva redacció d'anglès sobre els esdeveniments ocorreguts recentment, i comença el seu assaig amb la línia que inicia la novel·la: "Quan vaig sortir a la llum del sol després de la foscor de la sala de cinema, tenia només dues coses en ment: Paul Newman i el viatge de tornada a casa ... "

## Repartiment
- Matt Dillon: Dallas 'Dally' Winston
- Ralph Macchio: Johnny Cade
- C. Thomas Howell: Ponyboy Curtis
- Patrick Swayze: Darrel 'Darry' Curtis
- Rob Lowe: Sodapop Curtis
- Emilio Estevez: Keith 'Two-Bit' Mathews
- Tom Cruise: Steve Randle
- Glenn Withrow: Tim Shepard
- Diane Lane: Sherri 'Cherry' Valance
- Leif Garrett: Bob Sheldon
- Darren Dalton: Randy Anderson
- Michelle Meyrink: Marcia
- Gailard Sartain: Jerry Wood
- Tom Waits: Buck Merrill
- William Smith: Store Clerk

## Producció
Francis Ford Coppola no tenia intenció de fer una pel·lícula sobre l'angoixz adolescent fins que Jo Ellen Misakian, bibliotecari escolar de la Lone Star Elementary School de Fresno, Califòrnia, li va escriure en nom dels seus estudiants de setè i vuitè grau sobre l'adaptació de la novel·la The Outsiders.
Ralph Macchio va declarar més tard que, durant les audicions, Coppola "volia que tothom llegís més d'un paper diferent." Així, els preparava per qualsevol opció i cadascú observava reaccions dels altres actors, i analitzant les respostes de companys que intenten obtenir la mateixa feina. Per a Francis, es tractava de barrejar, de fer coincidir el grup; anava dient: “Dennis Quaid, has llegit això?" o, "Rob Lowe, ho has llegit?". Mickey Rourke, Scott Baio, Dennis Quaid i Leonardo DiCaprio també van fer audicions per als papers però finalment no van participar. Les bromes del grup durant la preparació de l'obra van continuar durant el rodatge i s'han convertit en llegendàries, iniciades majoritàriament per Matt Dillon, Rob Lowe, Tom Cruise i Patrick Swayze. [4] El centre de les bromes sovint eren C. Thomas Howell i Diane Lane.
La pel·lícula es va rodar aTulsa, Oklahoma. Un periòdic, usat per mostrar una història sobre els tres "greasers" que salven els nens a The Outsiders, inclou una història real del 1982 sobre la mort d'un home atropellat per un tren a Boston. L'afany de realisme de Coppola gairebé va provocar un desastre durant l'escena on es cremà l'església. Va pressionar perquè volia "més foc" i la petita flamarada controlada va provocar accidentalment un foc molt més gran.

## Crítica
El recopilador de revisions Rotten Tomatoes mostra una qualificació del 63% basada en 40 ressenyes, amb una puntuació mitjana de 6,06 de 10. El consens de les opinions del lloc recull: "Les esquerdes continuen mostrant-se en l'estil directorial de Coppola, però The Outsiders segueix sent una adaptació descarada, estranya i divertida de la novel·la clàssica". Roger Ebert va premiar la pel·lícula amb dues i mitja de quatre estrelles i cita problemes amb el punt de vista de Coppola, "els personatges acaben com imatges, emmarcades i penjades a la pantalla". Metacritic va donar a la pel·lícula una puntuació de 41, indicant "ressenyes mixtes o mitjanes". Janet Hirshenson i Jane Jenkins, en un llibre de 2007, van escriure que la representació realista de la pel·lícula d'adolescents de famílies pobres "va crear un nou tipus de realització de cinema, especialment sobre adolescents: una mirada més naturalista sobre com els joves parlen, actuen i experimenten el món." La pel·lícula va ser una de les poques ofertes de Hollywood per tractar de manera realista els nens del costat equivocat de la societat i per retratar sincerament als nens als quals els seus pares havien maltractat, descuidat o que els havien fallat.